# مصرف النهرين الإسلامي العراقي
مصرف النهرين الإسلامي مصرف عراقي حكومي أُسس عام 2015 يبلغ رأس المال للمصرف 150 مليار دينار.